# Chloealtis
Chloealtis is een geslacht van rechtvleugeligen uit de familie veldsprinkhanen (Acrididae). De wetenschappelijke naam van dit geslacht is voor het eerst geldig gepubliceerd in 1841 door Harris.

## Soorten
Het geslacht Chloealtis omvat de volgende soorten:
- Chloealtis abdominalis Thomas, 1873
- Chloealtis aspasma Rehn & Hebard, 1919
- Chloealtis conspersa Harris, 1841
- Chloealtis dianae Gurney, Strohecker & Helfer, 1964
- Chloealtis gracilis McNeill, 1897